# 江西官銀錢號
江西官銀錢號是中華民國江西省的一個官商合辦的地方金融機構，於1923年11月在南昌創辦。《銀行月刊》說其發行的是巨額紙幣，由上海的中華書局承印。
江西官銀錢號發行的貨幣面額分為銅元、銀元，共7種；數額有20.4萬張5元券，102萬元；20萬張1元券，204萬元；68萬張5角券，34萬元；60萬張2角券，120萬角；80萬張1角券，80萬角，8萬張100枚券；320萬張10枚券。 
1925年，江西官銀錢號合併到江西银行。